# Heterobostrychus hamatipennis
Heterobostrychus hamatipennis är en skalbaggsart som först beskrevs av Pierre Lesne 1895.  Heterobostrychus hamatipennis ingår i släktet Heterobostrychus och familjen kapuschongbaggar. Arten förekommer tillfälligt i Sverige, men reproducerar sig inte. Inga underarter finns listade i Catalogue of Life.

## Bildgalleri

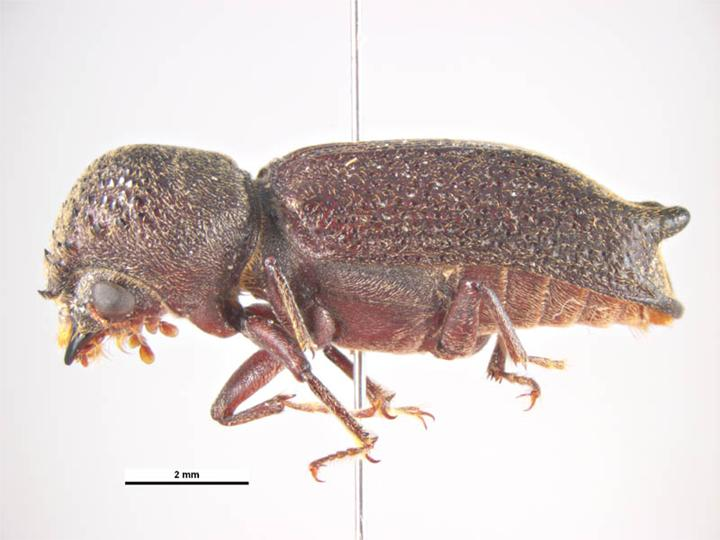